# Tiki Gelana

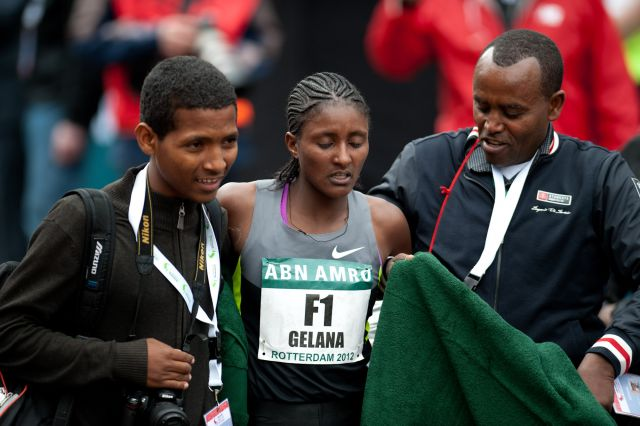
Tiki Gelana na haar overwinning in de marathon van Rotterdam van 2012.

Tiki Gelana (Bokoji, 22 oktober 1987) is een Ethiopische langeafstandsloopster, die gespecialiseerd is in de marathon. Ze werd in 2012 olympisch kampioene op deze afstand. Daarnaast won zij enkele grote wedstrijden. Ook had ze van 2012 tot 2017 het nationale record op de marathon in handen. 

## Biografie

### Eerste successen
Gelana, het nichtje van de olympische kampioen op de marathon uit 2000, Gezahegne Abera, begon zelf in 2004 aan wedstrijden deel te nemen. Haar eerste grote wedstrijd dat jaar was de Great Ethiopian Run, waarin zij vierde werd. In 2006 trok ze naar Catalonië in Spanje, waar ze debuteerde op de halve marathon en hierin enkele wedstrijden won. Aan het eind van het jaar zegevierde zij in de San Silvestre Barcelonesa, een wedstrijd over 10 km. Vervolgens toog Gelana naar Japan, waar zij in 2007 de 10 km van San’yō won in 31.54, de derde snelste tijd van een Ethiopische dat jaar.
Even terug in eigen land won zij in maart de eerste 5 km voor vrouwen in Addis Abeba, in mei gevolgd door een vierde plaats in de sterk bezette 10 km van Bangalore in India. Gedurende het baanseizoen was zij daarna actief in Europa, waar zij haar beste 5000 m-tijd van 15.17,74 realiseerde tijdens de ISTAF in Berlijn en haar beste tijd op de 10.000 m van 31.27,80 tijdens de Ostrava Grand Prix. Ze eindigde dat jaar in India, waar ze zesde werd op de halve marathon van New Delhi.
In 2009 debuteerde Gelana in Dublin op de marathon met een tijd van 2:33.49. Deze tijd was genoeg voor een derde plaats. Het jaar erop werd ze vierde bij de marathon van Los Angeles, de marathon van San Diego en de marathon van Dublin. Haar persoonlijk beste tijd verbeterde zij tot 2:29.53.

### Doorbraak
In 2011 volgde Tiki Gelana's grote doorbraak. Met een tijd van 2:22.08 verbeterde ze bij de marathon van Amsterdam het parcoursrecord en tevens haar persoonlijke record met ruim zeven minuten. Aan het eind van het jaar keerde zij terug naar Ethiopië, waar zij tweede werd in de Great Ethiopian Run en derde bij de nationale veldloopkampioenschappen voor Ethiopische clubs.

### Olympisch kampioene
In 2012 won Gelana de Kagawa-Marugame-halve marathon en verbeterde bij de marathon van Rotterdam met 2:18.58 het parcoursrecord, alsmede het Ethiopische record. Ze is daarmee de vijfde (peildatum oktober 2017) snelste vrouw aller tijden.
Datzelfde jaar maakte zij op 24-jarige leeftijd haar olympisch debuut bij de Olympische Spelen in Londen. Ze kwam uit op de marathon, die ze won. Met een olympisch record van 2:23.07 bleef ze de Keniaanse Priscah Jeptoo slechts vijf seconden voor. De Russische Tatjana Petrova werd derde met een persoonlijk record van 2:23.29. Gelana liep in de slotkilometer weg bij haar tegenstandsters. De wedstrijd werd gelopen in de regen.
Na de Spelen in Londen kwam zij dat jaar nog in actie in de Great North Run, waar zij achter winnares Tirunesh Dibaba als derde finishte en daarbij haar PR op de halve marathon verbeterde naar 1:07.48 waarna zij, opnieuw achter Dibaba, tweede werd in de Zevenheuvelenloop in Nijmegen in haar beste tijd op de 15 km ooit, 48.09. Aan het eind van dat jaar werd zij door de Association of International Marathons and Distance Races (AIMS) onderscheiden met de World Athlete of the Year Award.

### 2013: Botsing en uitgestapt
Gelana botste tijdens de marathon van Londen 2013 bij een verzorgingsplaats op 15 km op een rolstoelatleet. Ze liep weer terug naar de kopgroep, maar het kwaad was al geschied. Ze liep uiteindelijk 2:36.55, waarmee ze als dertiende eindigde.
Later in het jaar stond Gelana aan de start van de marathon op de wereldkampioenschappen van Moskou. Ze stapte hier na ruim tien kilometer uit. De Ethiopische atletiekbond vroeg hierna om schriftelijk aan te geven waarom de atlete niet was gefinisht, omdat slechts een van de vijf Ethiopische atletes die van start waren gegaan, de hele marathon had uitgelopen. Er werd geïmpliceerd, dat sommige van de atletes zich hadden gespaard om nog in actie te kunnen komen bij de lucratievere najaarsmarathons.
Een jaar later keerde zij terug naar de marathon van Londen en dit keer ging het weer beter, zij het dat Gelana ver verwijderd bleef van haar PR. Zij finishte als negende in 2:26.58, ruim zes minuten achter winnares Edna Kiplagat.

## Titels
- Olympisch kampioene marathon - 2012

## Persoonlijke records
Baan
| Afstand  | Prestatie | Datum        | Plaats  |
| -------- | --------- | ------------ | ------- |
| 3000 m   | 8.55,88   | 6 juni 2008  | Nantes  |
| 5000 m   | 15.17,74  | 1 juni 2008  | Berlijn |
| 10.000 m | 31.27,80  | 12 juni 2008 | Ostrava |

Weg
| Afstand        | Prestatie       | Datum            | Plaats    |
| -------------- | --------------- | ---------------- | --------- |
| 10 km          | 31.54           | 23 december 2007 | Okayama   |
| 15 km          | 48.09           | 18 november 2012 | Nijmegen  |
| 20 km          | 1:05.25         | 5 februari 2012  | Marugame  |
| halve marathon | 1:08.48         | 5 februari 2012  | Marugame  |
| 25 km          | 1:22.33         | 15 april 2012    | Rotterdam |
| 30 km          | 1:39.07         | 15 april 2012    | Rotterdam |
| marathon       | 2:18.58 (ex-NR) | 15 april 2012    | Rotterdam |

## Palmares

### 5000 m
- 2007:  Hokuren Distance Meeting in Shibetsu - 15.33,70
- 2008: 10e Internationales Stadionfest - 15.17,74

### 10.000 m
- 2008: 9e Ostrava Golden Spike - 31.27,80

### 5 km
- 2006:  Carrera Popular Pilar in Zaragoza - 16.22
- 2008:  5 km in Addis Ababa - 16.02

### 10 km
- 2004: 4e Great Ethiopian Run - 34.36
- 2006:  Sant Silvestre Barcelonesa in Barcelona - 32.57
- 2007:  10 km van San’yō - 31.54
- 2007:  San Silvestre de Barcelona - 32.57
- 2007:  Sanyo Road Race in Okayama - 31.54
- 2008: 4e Sunfeast World in Bangalore - 32.46
- 2011:  Great Ethiopian Run - 33.06

### 15 km
- 2012:  Zevenheuvelenloop - 48.09

### 10 Eng. mijl
- 2014:  Dam tot Damloop - 53.57

### halve marathon
- 2008: 6e halve marathon van New Delhi - 1:10.22
- 2009: 16e halve marathon van Ras al-Khaimah - 1:14.57[2]
- 2009:  halve marathon van Virginia Beach - 1:13.45
- 2012:  Kagawa Marugame Half Marathon - 1:08.48

### marathon
- 2009:  marathon van Dublin - 2:33.49
- 2010: 4e marathon van Los Angeles - 2:28.28
- 2010: 4e Rock ’n’ Roll Marathon in San Diego - 2:32.19
- 2010: 4e marathon van Dublin - 2:29.53
- 2011:  marathon van Amsterdam - 2:22.08
- 2012:  marathon van Rotterdam - 2:18.58
- 2012:  OS in 2012 - 2:23.07 (OR)
- 2013: 16e marathon van Londen - 2:36.55
- 2013: DNF WK
- 2014: 8e marathon van Londen - 2:26.58 (na DQ Tetjana Hamera-Sjmyrko)
- 2014: 6e marathon van Yokohama - 2:29.13
- 2015:  marathon van Tokio - 2:24.26
- 2016: 14e Boston Marathon - 2:42.38
- 2023: 6e marathon van Rotterdam - 2:27.19
- 2023:  Marathon van Eindhoven – 2:31.17

## Onderscheidingen
- AIMS World Athlete of the Year Award - 2012

1984: Joan Benoit ·
1988: Rosa Mota ·
1992: Valentina Jegorova ·
1996: Fatuma Roba ·
2000: Naoko Takahashi ·
2004: Mizuki Noguchi ·
2008: Constantina Diță ·
2012: Tiki Gelana ·
2016: Jemima Sumgong ·
2020: Peres Chepchirchir ·
2024: Sifan Hassan